# Венгрув
Ве́нгрув (также Ве́нгров, пол. Węgrów) — город и городская гмина в Мазовецком воеводстве Польши, административный центр Венгрувского повята.
Расположен на реке Ливец. Население — 12,6 тыс. жителей (2004), площадь — 35,45 км².

## История
Первое упоминание относится к 1414 году. Статус города имеет с 1441 года. Около 1443 года король Казимир IV уступил Венгрув князю Болеславу Мазовецкому[уточнить]. С первой половины XVI века был собственностью Радзивиллов. В 1536 году в качестве приданого жены его получил жемайтийский староста Ян Радзивилл.
В 1558 году Венгрув достался стороннице реформации Анне Радзивилл-Кишке (во втором браке Садовской) и более двухсот лет был одним из протестантских центров Речи Посполитой. Здесь заседали протестантские синоды, находили приют ариане во главе с Петром из Гонёндза (в Венгруве в арианской типографии были напечатаны важнейшие его произведения). Стольник П. А. Толстой, проезжая через Венгрув в 1697 году, записал в дневнике:

То местечко Венгрово граничит, или разделяет, Подляшие с Мазовшею. Венгров — местечко немалое, и домы в нём богатые, деревянного строения. Жители венгровские все римскаго закону; в том же Венгрове есть много лютеранов и калвинистов. В том местечке есть костёл римской великой, каменной, многим болше московской соборной церкви строение. Тот костел древней, убор в том костеле богатой. Под тем местечком пруды великие, а реки никакой нет.
До начала царствования Станислава Августа в городе процветали суконные фабрики. По переписи 1765 года в Венгруве проживала 581 еврейская семья.
После 3-го раздела Польши Венгрув вошёл в 1795 году в состав владений Габсбургов, в 1809 году — Варшавского герцогства, а в 1815 году, согласно решениям Венского конгресса, — Российской империи (относился к Седлецкому обводу Подляшского воеводства). Венгров принадлежал к 246 местностям Царства Польского, в которых не существовало ограничений для жительства евреев. С 1837 года входил в Подлясскую, с 1844 года — в Люблинскую губернию.
В 1841 году жителей было 3902 человека (из коих евреев — 2130; две каменные и одна деревянная синагоги). В 1856 году христиан — 1555, евреев — 2350.
После образования в 1867 году Седлецкой губернии — административный центр Венгровского уезда. Постоянного населения к 1 января 1890 года — 8407 человек (4239 мужчин и 4168 женщин):
| исповедания          | численность | %     |
| -------------------- | ----------- | ----- |
| православного        | 23          | 0,27  |
| римско-католического | 2535        | 30,15 |
| протестантского      | 119         | 1,42  |
| еврейского           | 5730        | 68,16 |

В конце XIX века в городе было два начальных училища. По Всероссийской переписи 1897 года, в Венгрове проживало 8268 человек (из них иудеев — 5150).
До нынешнего времени в городе сохранились несколько церквей с фресками начала XVIII века работы Микеланджело Паллони (автора фресок часовни святого Казимира в Вильнюсском кафедральном соборе), а также расположенная в нескольких километрах от города резиденция Радзивиллов, которая начала строиться после Люблинской унии.
30 января 1831 года под Венгровым произошла первая стычка между русскими войсками и польскими повстанцами. При Венгрове произошло одноимённое сражение в ходе Январского восстания 1863 года. Во время Второй мировой войны на территории города немцами было сформировано гетто, в котором жило 8 тысяч евреев.

## Транспорт
Через город проходил исторический Великий литовский путь, одна из важнейших дорог Речи Посполитой, соединявшая столицу Польского королевства Варшаву со столицей Великого княжества Литовского Вильнюсом.

## Комментарии
1. ↑  Официальное название в российский период.